# Гуйми
Гуйми (лак. Гьуйми) — село в Лакском районе Дагестана. Входит в состав Карашинского сельсовета.

## География
Село находится на берегу реки Карашинская (бассейн реки Казикумухское Койсу), на расстоянии 15 км к северо-востоку от села Кумух, административного центра района.

## Население
| 1895 | 1926 | 1939 | 1970 | 1989 | 2002 | 2010 |
| ---- | ---- | ---- | ---- | ---- | ---- | ---- |
| 448  | ↘311 | ↗363 | ↘112 | ↘22  | ↗66  | ↗69  |
| 2021 |      |      |      |      |      |      |
| ↘62  |      |      |      |      |      |      |